# Povoda
Povoda (maďarsky Pódatejed) je obec v okrese Dunajská Streda na Slovensku. Obec se nachází v centrální části Žitného ostrova, části slovenské Podunajské nížiny. Jižní hranici zastavěného území obce tvoří průplav Gabčíkovo–Topoľníky. Centrum obce je v nadmořské výšce 115 m n. m. Od Dunajské Stredy je obec vzdálena tři kilometry jižně.

## Historie
Jedna z částí obce, Pódafa, byla poprvé písemně zmíněna v roce 1332 jako Poda Ety. V roce 1455 získala vesnici do držení místní rodina Poda-Etjei, která trvala až do 18. století. V 19. století fungoval v obci parní mlýn. V roce 1828 zde bylo 19 domů a 140 obyvatel.
Do roku 1918 bylo území obce součástí Uherska. Na základě první vídeňské arbitráže bylo území obce v letech 1938 až 1945 součástí Maďarska. Obec Pódatejed vznikla v roce 1940 sloučením obcí Čenkovce (maďarsky Csenkeszfa), Lidér-Tejed a Pódafa. V roce 1948 byl název Pódatejed změněn na Povoda. Od roku 1960 do roku 1990 byla Povoda součástí obce Kútniky.
Při sčítání lidu v roce 2011 žilo v Povodě 877 obyvatel, z toho 637 Maďarů, 201 Slováků, šest Čechů a jeden Ukrajinec. Jeden obyvatel uvedl jinou etnicitu a 31 obyvatel svou národnost neuvedlo.